# Железопътна линия Чифлиджик – Кулата
Железопътната линия Чифлиджик – Кулата е дълга 17,5 km и свързва България с Гърция (Железопътна линия Солун – Дедеагач). Разполага с три гари:
- Железопътна гара Чифлиджик (Стримонохори)
- Железопътна гара Драготин (Промахон)
- Железопътна гара Кулата

По трасето се изпълняват регионални курсове Чифлиджик – Кулата и международния влак София – Солун.